# Justyna Chłap-Nowakowa
Justyna Chłap-Nowakowa (ur. 1965) – polska poetka i historyk literatury.
Publikowała m.in. w „Arcanach”, „Ethosie”, „Perspektywach Kultury”. Za tomik poezji W alfabetycznym nieporządku została nominowana do Orfeusza – Nagrody Poetyckiej im. K.I. Gałczyńskiego 2017. Jest doktorem w Katedrze Kultury Nowożytnej i Współczesnej Wydziału Filozoficznego Akademii Ignatianum w Krakowie. Regularnie publikuje w miesięczniku „Wpis”.
Jest córką prof. medycyny Zbigniewa Chłapa i Teresy Augustynowicz-Ciecierskiej, oraz żoną prof. Andrzeja Nowaka.

## Książki
bajki dla dzieci
- Opowieści Złotego Kota (Wydawnictwo Biały Kruk, Kraków 2018; z ilustracjami Aleksandry Przybylskiej)

poezja
- Niewidzialny ślad (Wydawnictwo Arcana, Kraków 2013)[6]
- W alfabetycznym nieporządku (Wydawnictwo Literackie, Kraków 2016)[7]

monografie
- Sybir, Bliski Wschód, Monte Cassino: środowisko poetyckie 2. Korpusu i jego twórczość (Wydawnictwo Arcana, Kraków 2004)
- Dwór polski: architektura, tradycja, historia (Wydawnictwo Kluszczyński, Kraków 2007), współautorstwo

opracowania antologii
- Tatry w poezji i malarstwie (Wydawnictwo Kluszczyński, Kraków 2004)
- Jeszcze Polska...: klasyka polskiej poezji patriotycznej (Wydawnictwo AA, Kraków 2015)